# Паладійчук Сергій Богданович
Сергій Богданович Паладійчук (нар. 20 вересня 1974 року, м. Рівне) — український політик, громадський діяч, секретар Рівненської міської ради, депутат Рівненської міської ради 3-х скликань, голова постійної комісії з питань  бюджету, фінансів та управління комунальною власністю у 2006—2010, 2015—2016 роках.

## Освіта
З відзнакою закінчив загальноосвітню школу № 18 міста Рівного, а згодом із червоним дипломом УДАВГП (РДТУ) за спеціальністю економіка підприємства.

## Кар'єра
1995—2016 рр. — приватний підприємець.
1996—1999 рр. — асистент, старший викладач кафедри регіонального управління НУВГП.
1996—1999 рр. — керівник регіонального представництва ДП «Цептер Інтернаціонал Україна».
1999—2003 рр. — заступник генерального директора з розвитку Рівненської медіа-групи, ВД «ОГО».
1999—2005 рр. — старший викладач кафедри менеджменту «РЕГІ (МЕГУ) ім. акад С. Демянчука».
2004—2005 рр. — директор ПП «РКА Бюро МарТ».
2005—2007 рр. — керівник міського виконкому Рівненської обласної організації політичної партії «Народний Союз Наша Україна».
2007—2008 рр. — Керівник обласного виконкому Рівненської обласної організації політичної партії «Народний Союз Наша Україна».
2008—2012 рр. — керівник секретаріату Рівненської обласної організації Єдиного Центру.
2012—2013 рр. — директор з маркетингу ПП «РКА Бюро МарТ».
2013—2016 рр — генеральний директор ТОВ «Телерадіокомпанія Ритм».
з липня 2016 року — секретар Рівненської міської ради.

## Громадська діяльність
2001 р. — Учасник акцій протесту «Україна без Кучми».
2004 р. — Учасник Помаранчевої революції.
2006—2010 рр. — Депутат Рівнеради. Голова постійної комісії з питань  бюджету, фінансів  та управління комунальною власністю.
2006—2007 рр. — Керівник регіонального осередку Міжнародного Форуму «Україна очима жінки».
2009—2014 рр. — Голова Рівненської регіональної філії ГО «Фонд розвитку громадянського суспільства».
2010—2016 рр. — Президент Федерації шахів Рівного.
2010—2015 рр. — Депутат Рівнеради. Заступник голови постійної комісії з питань  бюджету, фінансів  та управління комунальною власністю.
2012 р. — Автор, розробник та організатор проекту «Козацькому роду нема переводу».
2012 р. — Автор, розробник та організатор акції поваги до людей старшого віку «Шануй! Поважай! Допомагай!».
2013 р. — Автор та розробник стратегії розвитку міста Рівне до 2050 року «Велике Рівне».
2013—2014 рр. Активний учасник Євромайдану в м. Київ та м. Рівне.
2014 р. — Голова оргкомітету по похованню Героїв Майдану та вшануванню Героїв Небесної Сотні у м. Рівне (23.02.2004 р.)
2014 р. — Керівник групи волонтерів Благодійного Фонду «Руєвит» (збір коштів, допомога армії та нацгвардії).
2014—2015 рр. — Керівник оргкомітету Міжнародного форуму «500- річчя Перемоги під Оршею».
2014 р. — Засновник проекту «Благодійні серця».
2015—2016 рр. — Депутат Рівнеради. Голова постійної комісії з питань  бюджету, фінансів  та управління комунальною власністю.
З 2016 р. — Секретар Рівненської міської ради.
2016 р. — Організатор і керівник Рівненського кластеру «Відновлювальних джерел енергії».
2016 р. — Ініціатор проведення Міжнародного Бізнес-форуму «Велике Рівне. Інвест Потенціал» (І та ІІ етапи)
2016 р. — Організатор акції «Ukranian flag challenge» по збору національних прапорів для Сходу України.
2016 р. — Автор та розробник проекту «Молодіжна міська рада».
2017 р. — Ініціатор та співорганізатор створення у м. Рівне «Алеї сакур».
2017 р. — Автор та розробник проекту «Рівняни купуйте рівненське!»
2017 р. — Автор та розробник проекту «Нам є чим пишатися».
2017 р. — Керівник робочої групи по створенню Об'єднаної територіальної громади м. Рівного.

## Особисте життя
Одружений, батько трьох дітей.